# 华南马尾杉
华南马尾杉（学名：Phlegmariurus austrosinicus）为石杉科马尾杉属下的一个种。

## 扩展阅读
維基物種上的相關：华南马尾杉